# 사운드 힐즈
사운드 힐즈(1986년 4월 22일 ~)는 대한민국의 가수다. 2015년 싱글 앨범 [다시 너에게]로 데뷔했다.

## 방송
- 포커스 : Folk Us (2020) - Top16(9위)
- 히든스테이지 (2024) - 우수상

## 음반
- 다시 너에게 (2015)
- 기다려 (Hold On) (2015)
- 꿈 (Dreaming) (2015)
- 나이 (Nai) (2016)
- 뒤돌아보면 (When I Look Back) (2018)
- 있어줘 지금 이대로 (2019)

## 공연
- 썸스킹 (2020)